# Ponte di Saltstraumen
Il ponte di Saltstraumen è un ponte sul Saltstraumen, tra le isole di Knaplundøya e Straumøya nel comune di Bodø, in Norvegia.